# 병 (천간)
병(丙)은 천간의 셋째이다. 오행에서는 화(火)에 속하며, 음양에서는 양(陽)에 해당한다.

## 병을 포함한 간지
- 병인
- 병자
- 병술
- 병신
- 병오
- 병진

## 같이 보기
- 천간